# Ciutat Lliure de Lübeck

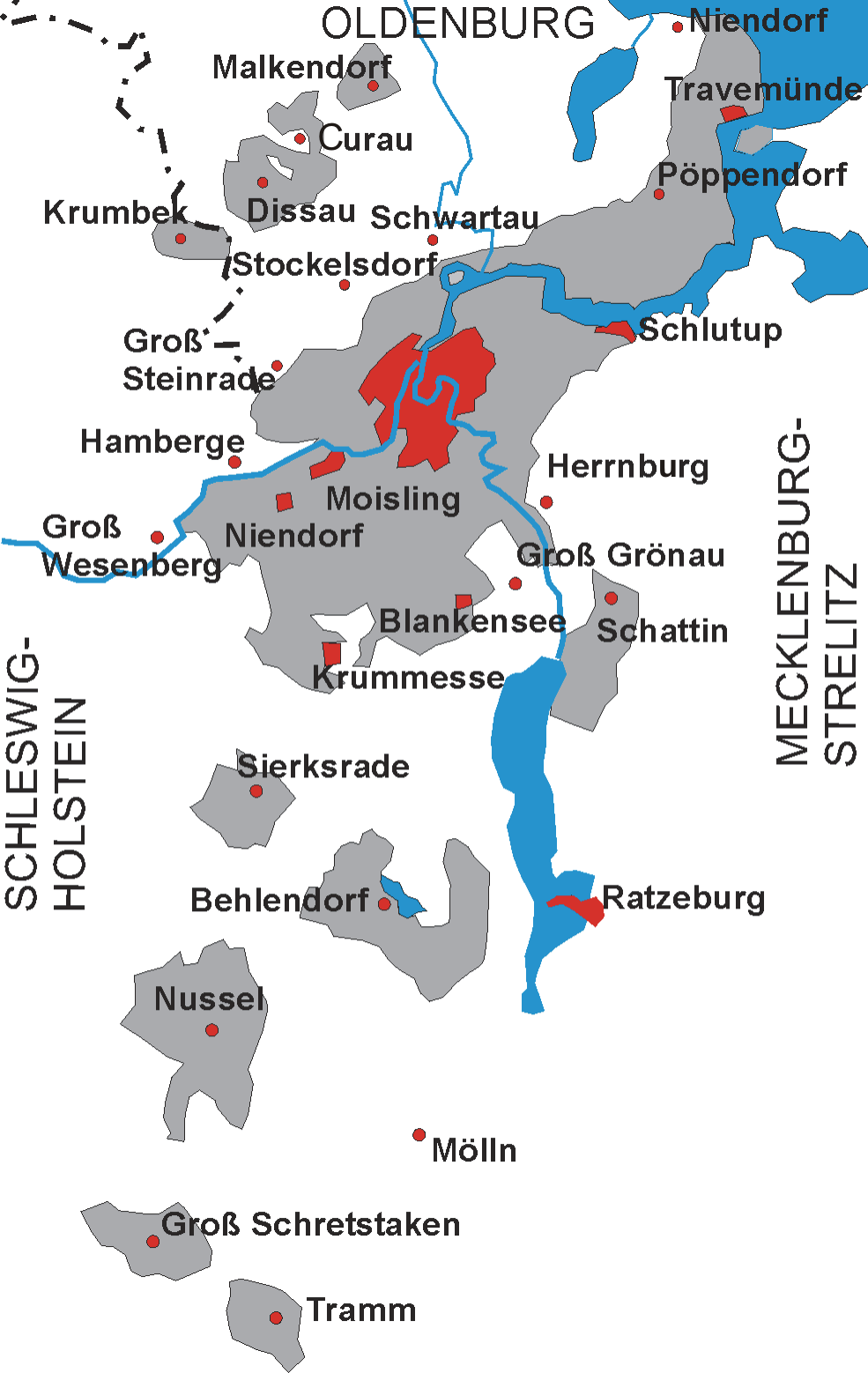
Territori de la Ciutat Lliure de Lübeck de 1815 a 1937

La Ciutat Lliure i Hanseàtica de Lübeck (en alemany, Freie und Hansestadt Lübeck), va ser una ciutat estat de 1226 a 1937, en el que ara són els estats alemanys de Slesvig-Holstein i Mecklemburg-Pomerània Occidental.

## Història
Al 1226, l'emperador Frederic II va declarar que la ciutat de Lübeck com a Ciutat imperial lliure. La llei de Lübeck va ser la constitució de la forma municipal de govern de la ciutat desenvolupada després de ser una ciutat lliure. Al segle xiv, Lübeck es va convertir en la "Reina de la Lliga Hanseàtica", sent, de molt, el membre més gran i poderós d'aquesta organització comercial medieval.
Al 1359 Lübeck va comprar la senyoria de Mölln al deutor Albert V de Saxònia-Lauenburg-Mölln, d'una branca de la casa ducal de Saxònia-Lauenburg. La ciutat i el duc, amb el consentiment del germà del duc Eric, van acordar un preu de 9.737,50 marcs de Lübeck. Les parts també van acceptar una clàusula que permetés la recompra de les terres pel duc o els seus hereus, però només si compren la propietat per si mateixa i no per a un tercer. Lübeck va considerar que aquesta adquisició era de vital importància, ja que Mölln era un important centre en el comerç (especialment el comerç de sal) entre Escandinàvia i les ciutats de Brunsvic i Lüneburg a través de Lübeck. Per tant, Lübeck va enviar guàrdies armats a Mölln per mantenir la llei i l'ordre als camins.
Al 1370 Lübeck també va adquirir, a títol de garantia, els territoris de Bergedorf, Vierlande, la meitat del Sachsenwald (Bosc de Saxònia) i Geesthacht del duc Eric III, que havia succeït al seu germà germà Albert V. Aquesta adquisició va incloure bona part de la ruta comercial entre Hamburg i Lübeck, proporcionant així una ruta segura de mercaderies entre les ciutats. Eric III va conservar un arrendament de vida d'aquestes terres.
Lübeck i Eric III també van estipular que una vegada que Eric hagués mort, Lübeck tindria dret a prendre possessió dels territoris compromesos fins que els seus successors poguessin pagar el deute i, simultàniament, exercir la recompra de Mölln. En aquesta etapa la suma es va calcular en 26.000 marcs de Lübeck, una enorme quantitat de diners en aquell moment.
Al 1401 Eric III va morir sense descendents i va ser succeït pel seu cosí segon Eric IV de Saxònia-Ratzeburg-Lauenburg. El mateix any, Eric IV, recolzat pels seus fills Eric (més tard regnant com Eric V) i Joan (més tard, Joan IV), va capturar les terres hipotecades sense fer el reemborsament acordat i abans que Lübeck pogués prendre possessió d'elles. Lübeck ho va acceptar.
Al 1420 Eric V va atacar Frederic I de Brandenburg, l'elector de Brandenburg, i Lübeck va convèncer a Hamburg per fer una aliança militar en suport de Brandenburg. Els exèrcits d'ambdues ciutats van obrir un segon front i van conquerir Bergedorf, el castell de Riepenburg i l'estació de peatge del riu Esslingen (avui en dia el Transbordador de Zollenspieker) en unes setmanes. Això va obligar a Eric V a acceptar la pau de Perleberg el 23 d'agost de 1420, que va estipular que tots els territoris que Eric IV, Eric V i Joan IV havien recuperat violentament el 1401, serien cedits irrevocablement a les ciutats d'Hamburg i Lübeck. Les ciutats van transformar les àrees guanyades en el "Beiderstädtischer Besitz" (condomini d'ambdues ciutats), governat per agutzils durant quatre anys. Els agutzils provenien de cadascuna de les ciutats alternativament.
La Lliga Hanseática, sota la direcció de Lübeck, va lluitar diverses guerres contra Dinamarca amb diversos graus d'èxit. Mentre Lübeck i la Lliga Hanseàtica van guanyar el 1435 i el 1512, Lübeck va perdre quan es va involucrar en el Guerra del Comte, una guerra civil que va començar a Dinamarca entre 1534 i 1536. Lübeck també es va unir a la Lliga d'Esmalcalda. Després de la seva derrota en el Guerra del Comte, el poder de Lübeck va disminuir lentament. Lübeck es va mantenir neutral a la Guerra dels Trenta Anys, però amb la devastació de la guerra i la nova orientació transatlàntica del comerç europeu, la Lliga Hanseàtica i, per tant, Lübeck, van perdre importància. Després de la dissolució de facto de la Lliga Hanseàtica el 1669, Lübeck va romandre com una important vila comercial del Mar Bàltic.
Lübeck va romandre com una ciutat imperial lliure fins i tot després de la mediatització alemanya de 1803 i es va convertir en estat sobirà en la dissolució del Sacre Imperi Romanogermànic al 1806. Durant la Guerra de la Quarta Coalició contra Napoleó, les tropes de Bernadotte van ocupar el neutral Lübeck després d'una batalla contra Blücher el 6 de novembre de 1806.
Sota el Bloqueig Continental, el comerç va patir i de 1811 a 1813 Lübeck va ser formalment annexada com a part del Primer Imperi francès.
Lübeck va reasumir el seu estatut pre-1811 al 1813. El Congrés de Viena de 1815 va reconfirmar la independència de Lübeck i es va convertir en un dels 39 estats sobirans de la Confederació Germànica. Lübeck es va unir a la Confederació d'Alemanya del Nord el 1867. L'any següent, Lübeck va vendre la seva participació en el condomini de Bergedorf a la Ciutat d'Hamburg, que també era un estat sobirà de la Confederació d'Alemanya del Nord. El 1871, Lübeck es va convertir en un estat autònom dins del recentment fundat Imperi Alemany. El seu estatut es va veure afeblit durant la República de Weimar per l'aplicació de la República pel seu dret a determinar els impostos estatals i del Reich. El 1933, durant el Gleichschaltung, el senat de Lübeck (el govern de la ciutat) i el Bürgerschaft (parlament) es van simplificar per afavorir les majories nazis. El 1935, l'estat de Lübeck, com la de tots els estats alemanys, s'havia esvaït completament, sense ser suspès oficialment.
El 1937 els nazis van aprovar la Llei del Gran Hamburg, amb la qual es va ampliar la propera ciutat d'Hamburg per incloure poblacions que anteriorment pertanyien a la província prussiana de Slesvig-Holstein. Per compensar a Prússia per aquestes pèrdues (i en part perquè Adolf Hitler tenia una aversió personal per Lübeck després que va negar-se a fer-li campanya el 1932 i perquè la bandera de Lübeck era extremadament similar a la bandera de Polònia) Lübeck i gairebé tot el seu territori va ser incorporat a Slesvig-Holstein, acabant així la seva condició de ciutat lliure després de 711 anys.
Lübeck va ser ocupada per l'exèrcit britànic en els dies de finals de la Segona Guerra Mundial. L'exèrcit soviètic va ocupar posteriorment tot territori a l'est de la ciutat, tal com van acordar els poders aliats. Prússia va ser dissolta com a estat per les forces aliades ocupants després de la guerra. No obstant això, a diferència d'Hamburg i Bremen, Lübeck no va ser restablerta a l'estat. En canvi, la ciutat va ser incorporada al nou estat federal de Slesvig-Holstein.